# Tommy Book
Tommy Anders Book, född 16 november 1939, död 24 december 2009, var en svensk kulturgeograf.
Book disputerade 1974 vid Lunds universitet med avhandlingen Stadsplan och järnväg i Norden och blev sedermera professor vid Växjö universitet. Bland hans övriga titlar kan nämnas Stadsplan och järnväg i Storbritannien och Tyskland (1978), Belgrad-Beograd, en stadsgeografisk studie (1987), Berlin: sönderbrutet och hopfogat (1991) och Berlin med omland (2006).